# Paskoje Miličević
Paskoje Miličević (?, oko 1440. – Dubrovnik, 1516.), hrvatski arhitekt.
Vjerojatno je potekao iz Stona ili okolice. Smatra se da je bio Michelozzijev učenik u vrijeme njegova boravka u Dubrovniku 1461. – 64. godine. Od 1466. do 1516. bio je glavni arhitekt Dubrovačke Republike. 
U Dubrovniku je sagradio kružni bastion pod tvrđavom sv. Luke, a od 1485. projektira dubrovačku luku i lukobran Kaše. Sagradio je Vrata od Pila i kameni most ispred njih. Od svjetovnih zgrada naročito se ističe pročelje zgrade Velikog vijeća (kasnije porušeno) i Arsenala. Sposobnost vrsnog arhitekta pokazao je izvedbom sakristije franjevačke crkve u Dubrovniku, a naročito izgradnjom palače Sponza (1516.), jedno od najznačajnijih djela gotičko-renesansnog stila na istočnom Jadranu. Osim na dubrovačkim zidinama, radio je i na stonskim zidinama te tamošnjoj luci.